# 肉圓 (台灣)
肉圓（英語：Bahwan）是一種臺灣的特色街頭小吃，相傳彰化縣北斗鎮是肉圓的發源地，約誕生於19世紀末。其名稱源自於其外觀，一般為直徑六至八公分左右的半透明扁圓形，除了最常見的圓形造型之外，亦有三角形的北斗肉圓，但目前不若圓形肉圓普及。肉圓外皮是以地瓜粉、太白粉或在來米粉、樹薯粉等材料作成的半透明皮，其內餡以豬肉和豬絞肉為主，其他配料依據店家不同會有筍子、香菇、雞蛋、干貝或栗子等食材。烹調作法大略以彰化做為分界，彰化以北多用油炸油泡、彰化以南多為炊蒸。

## 發源
相傳肉圓是在日治時代彰化北斗的寺廟擔任桌頭的范萬居所創。當時台灣發生了戊戌大水災，范萬居是在廟裡面當桌頭，專替神明翻譯，將蕃薯浸濕，揉成一團，加上花菜，再做成粿仔的形狀煮熟給災民食用賑災，是北斗肉圓的雛形。第二代范媽意把肉加進去粿仔裡，用手把粿仔從碗挖出來、捏成形，於是肉圓上可以清楚看到手指的痕跡，手指頭的形狀也就成了北斗肉圓的特色。傳到了第3代范龍生和范瑞銘，用蕃薯粉跟在來米漿做皮，把高麗菜改成竹筍，包上赤肉做餡，奠定了北斗肉圓最後的範本。鼎盛時期，北斗有20多家肉圓店，幾乎都是師出自范家。台灣第一顆肉圓原來是由此而生。北斗肉圓後來又流傳到台灣各地，也產生了各地不同用料與做法的特色肉圓。

## 各地特色

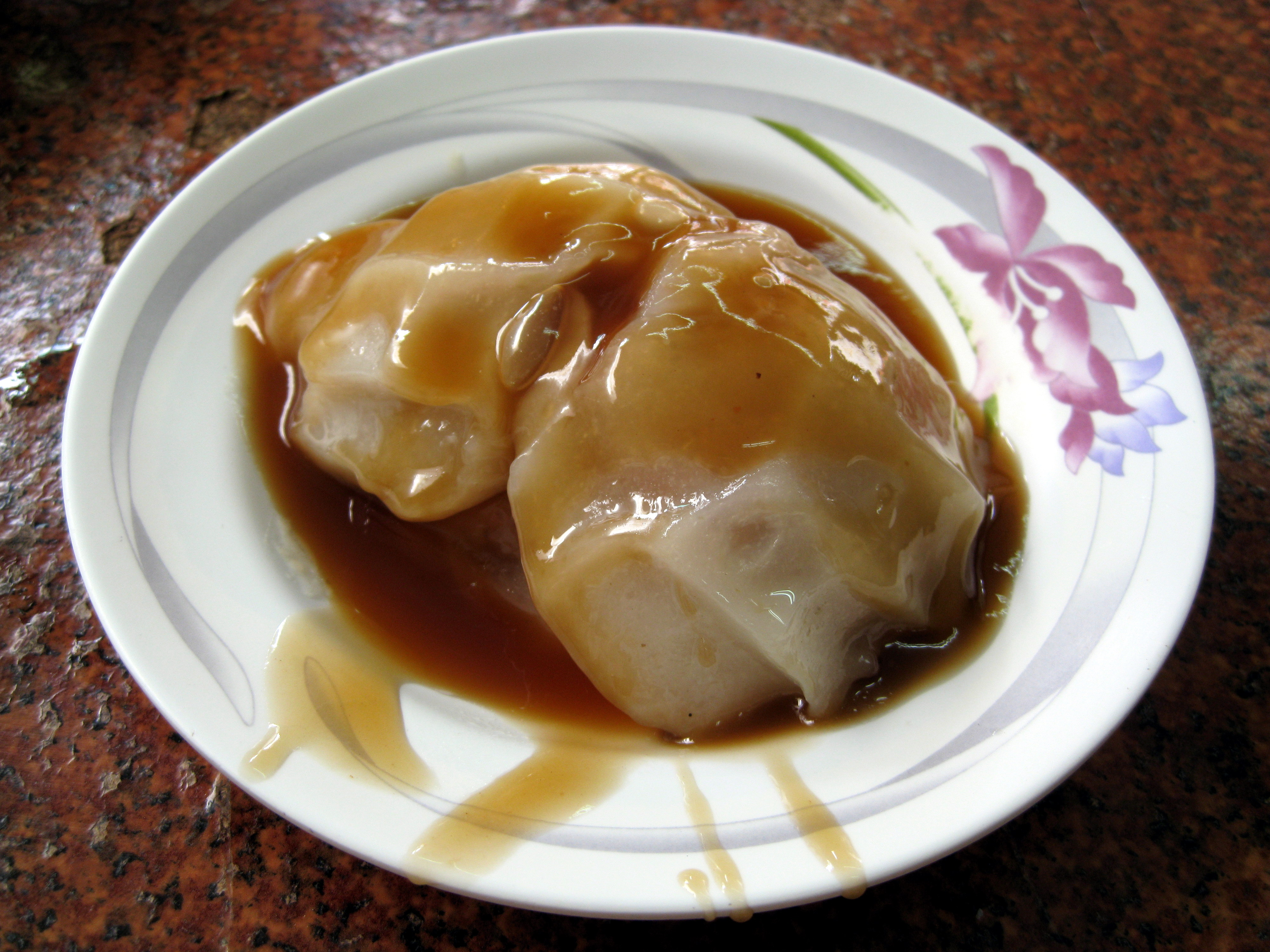
台南武廟肉圓

最有名的是發源地彰化（彰市、北斗、員林）肉圓，其餘的有新竹肉圓、臺中肉圓、南投（水里、埔里）肉圓、臺南肉圓、高雄肉圓、屏東肉圓、紅糟肉圓等等，實物的大小與使用材料都有頗多差異，但是調理方式多為以油加溫（並非炸）或蒸，亦或兩者並用，食用時會同時淋上甜與鹹兩種醬汁和少許蒜泥、芫荽，是臺灣的庶民小吃。
肉圓的名稱在臺灣也有地區差異，像是有的地方會把肉圓叫做「肉丸」。在鹿港，肉圓則是被稱為「肉回」，以臺語發音，這是由於肉圓製作時，是將肉餡外面裹上粉漿，而將粉漿塗上裝肉餡的碗這個動作，台語就叫做「回」，因此得名。
肉圓這項特色小吃也進入了便利商店中，推出以臺灣各地名產為主題的小吃，因為種種的商業經營因素，推出的是臺中肉圓。發源地彰化縣於2007年舉辦「2007彰化肉圓節」，免費提供遊客肉圓，11月18日為總決選。

### 臺灣北部

#### 九份肉圓
九份的紅槽素肉圓以豆粉製作素肉，浸泡紅槽，再加入中藥炒香，以筍絲、香菇為內餡，以糯米漿、地瓜粉製作外皮，是九份著名小吃之一。

#### 新竹肉圓
外皮特色是皮有透明感且有咬勁，主要以在來米的米漿佐以蕃薯粉跟太白粉製成，比一般肉圓小。它另外一項更為顯著的特色就是內餡是紅色的，這是由於豬肉餡料以紅糟調味，另佐以糖與醬油，再加上剁碎的青蔥。城隍廟商圈有多家可品嚐。。
調理時會將餡料包入米漿中，然後先蒸再炸，起鍋後佐以醬油、辣椒醬等調味，為了去除膩味通常還會搭配貢丸湯或魚羹湯解油膩。

### 臺灣中部
中部肉圓做法，以油泡和油炸為主, 外皮炸得酥脆。臺中肉圓吃法多搭配肉羹、四神湯或米粉湯一起享用。

#### 南投肉圓
南投、埔里、水里肉圓最為知名，吃法特色為先吃肉圓外皮，留著內餡，再倒入店家免費提供的大骨湯（亦有柴魚湯）一並享用。
- 其中最為知名的為南投市的「橋頭肉圓」、水里鄉的「董家三兄弟肉圓」、埔里鎮的「阿甲肉圓」、「西施肉圓」以及集集鎮的「水里肉圓」[7]。

#### 彰化肉圓
彰化肉圓外皮多以甘薯粉製作，內餡視各家口味不同而有差異，但多數店家用豬後腿肉製成的絞肉，佐以香菇為主。 調理方法先將肉圓連同容器放入蒸籠蒸熟，固定外型，待食用時，再油炸而成。店家也會淋上特製的醬汁，除了炸得酥脆的皮之外，醬汁亦是肉圓好吃的關鍵。
臺灣早期民生物資缺乏，農村只好以番薯當主副食，家庭主婦以番薯粉和米粥煎成餅，蒸或煮成家中的零嘴。最開始肉圓是以熱的為主，內容物有絞肉筍子等等，也有店家販售加入干貝等食材的口味。
彰化肉圓還有將它製成涼式的吃法，蒸好的肉圓放冷後，再放到特製的冷醬，鹹鹹甜甜帶有蒜味。夏天吃極為清爽。稱為「彰化涼圓」。吃「冷」的肉圓，為了口感上的搭配，配料改為瘦肉及香菇等比較爽口的內容物。清爽的涼圓在炎熱的夏天的時節最受到歡迎，因此慢慢的廣為流傳，成彰化的特殊名產了。

#### 北斗肉圓
北斗肉圓跟彰化肉圓最大的不同在於外觀與內餡。兩者的料理方式一樣是油炸，但北斗肉圓外型較小，為三角形；且內餡只使用竹筍及豬肉。製作過程完全手工，先捏出外觀近似寶島形狀後，以高溫蒸氣蒸熟後即可食用，再經過油炸後口感更佳, 是當地特產之一。

### 臺灣南部
南部肉圓多以蒸籠裡蒸熟，有名的內餡是加上蝦子。
新營肉圓
新營肉圓在1980年代開始在新營第一市場販售，並附豬骨熬煮清湯，隨市場改建搬遷到鹽水港路、大廟入口處，並有其他分店陸續於民權路、復興路開業，做法均是外皮用在來米與樹薯粉混合製成，內餡肉片加入菜脯、蔥酥等配料，淋上在來米特製醬汁，先行蒸煮塑形，再油炸熟成。

#### 臺南肉圓
蝦仁肉圓最為有名，重點俗稱火燒蝦的蝦仁，再加入乾蔥、肉燥當內餡，蒸上數分鐘後，微微透明的外皮，隱隱的看的出飽滿的肉圓內餡中紅紅的火燒蝦。

#### 旗山肉圓
高雄旗山肉圓與傳統南部肉圓以蒸籠蒸熟不同，而是將生肉圓放在熱鐵板上煎熟，故外皮較一般蒸肉圓焦香、有彈性。

#### 屏東肉圓
起源於屏東而得名，並且與其他肉圓的做法有些不同，因此聞名。
屏東肉圓是臺灣最早以「蒸」的方式調理的肉圓，內餡以生豬肉加上其他調味料，外皮則以在來米漿和地瓜粉揉成圓狀，再送入蒸籠裡蒸熟，再淋上甜鹹醬即可食用。一般會習慣吃完後用殘汁殘肉再去盛清湯來喝。

## 相片

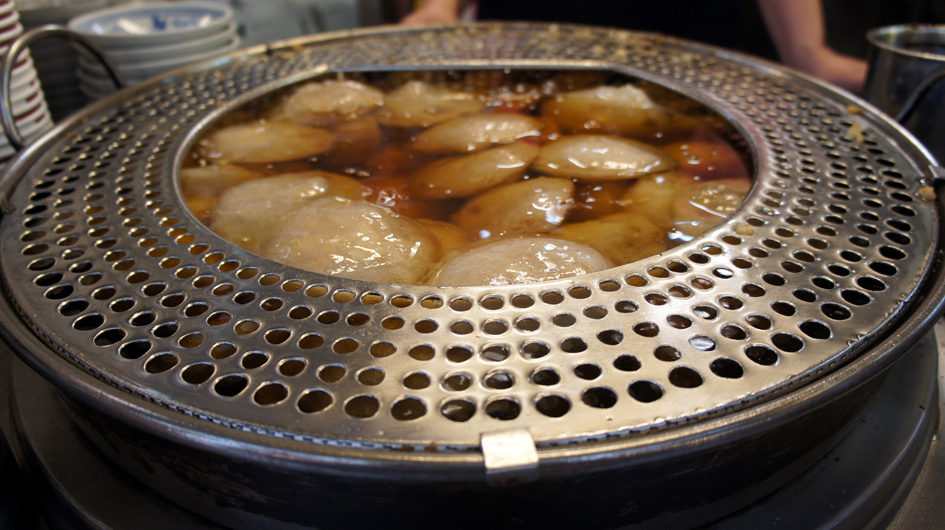
油煮肉圓
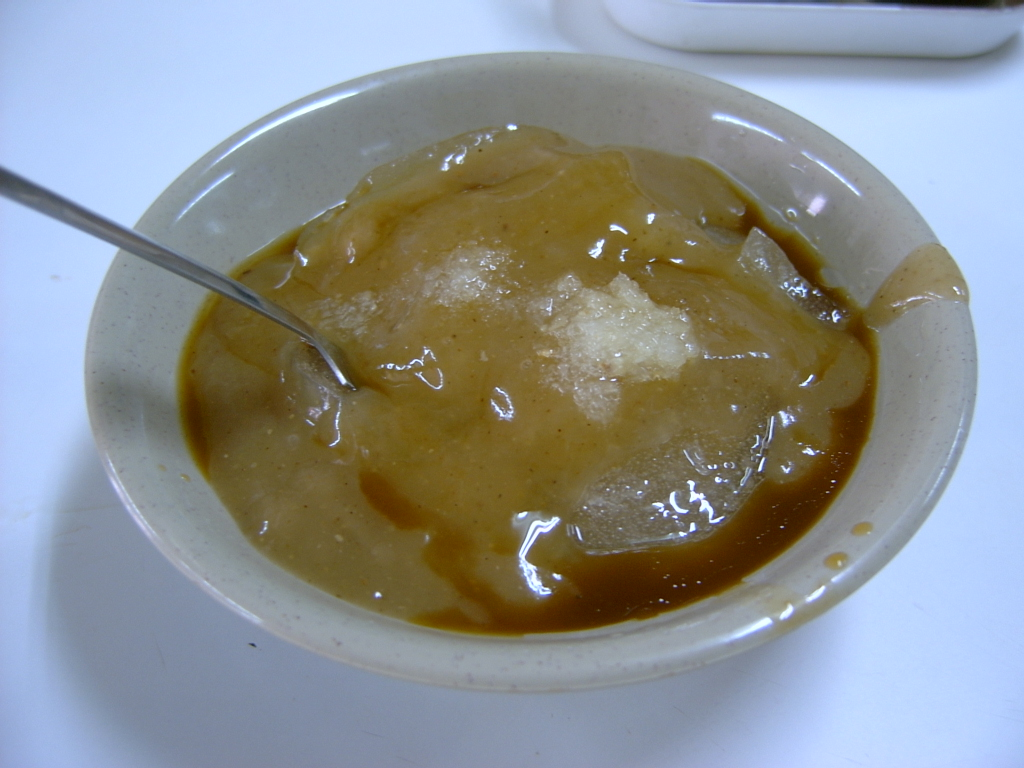
彰化肉圓
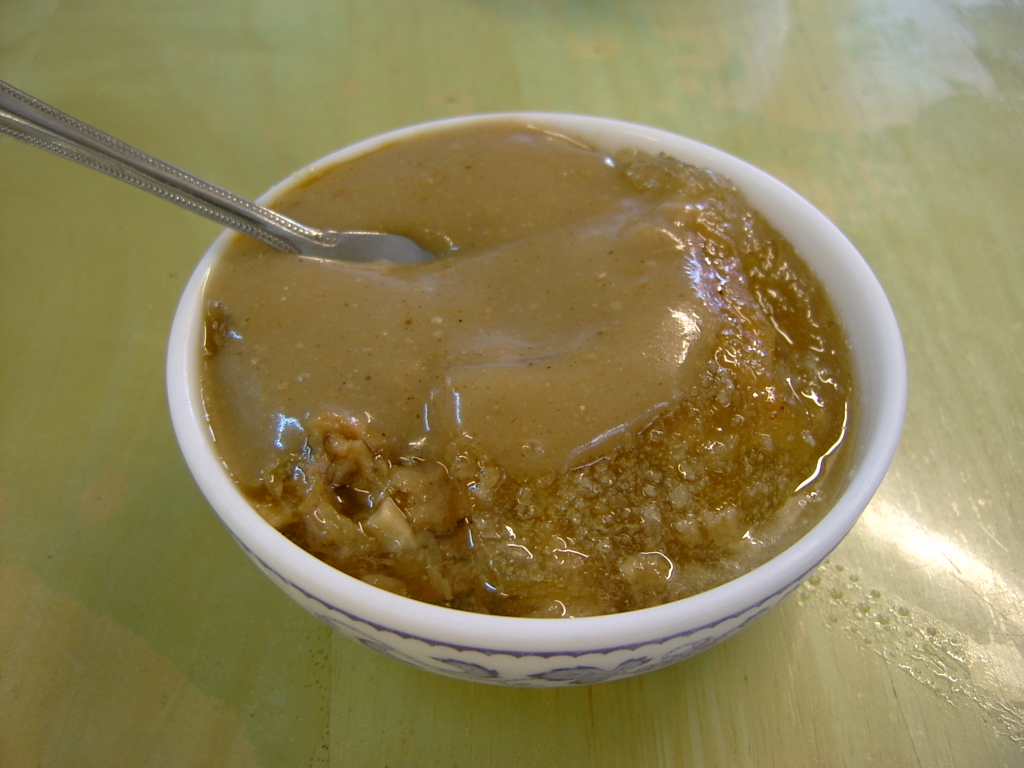
彰化肉圓
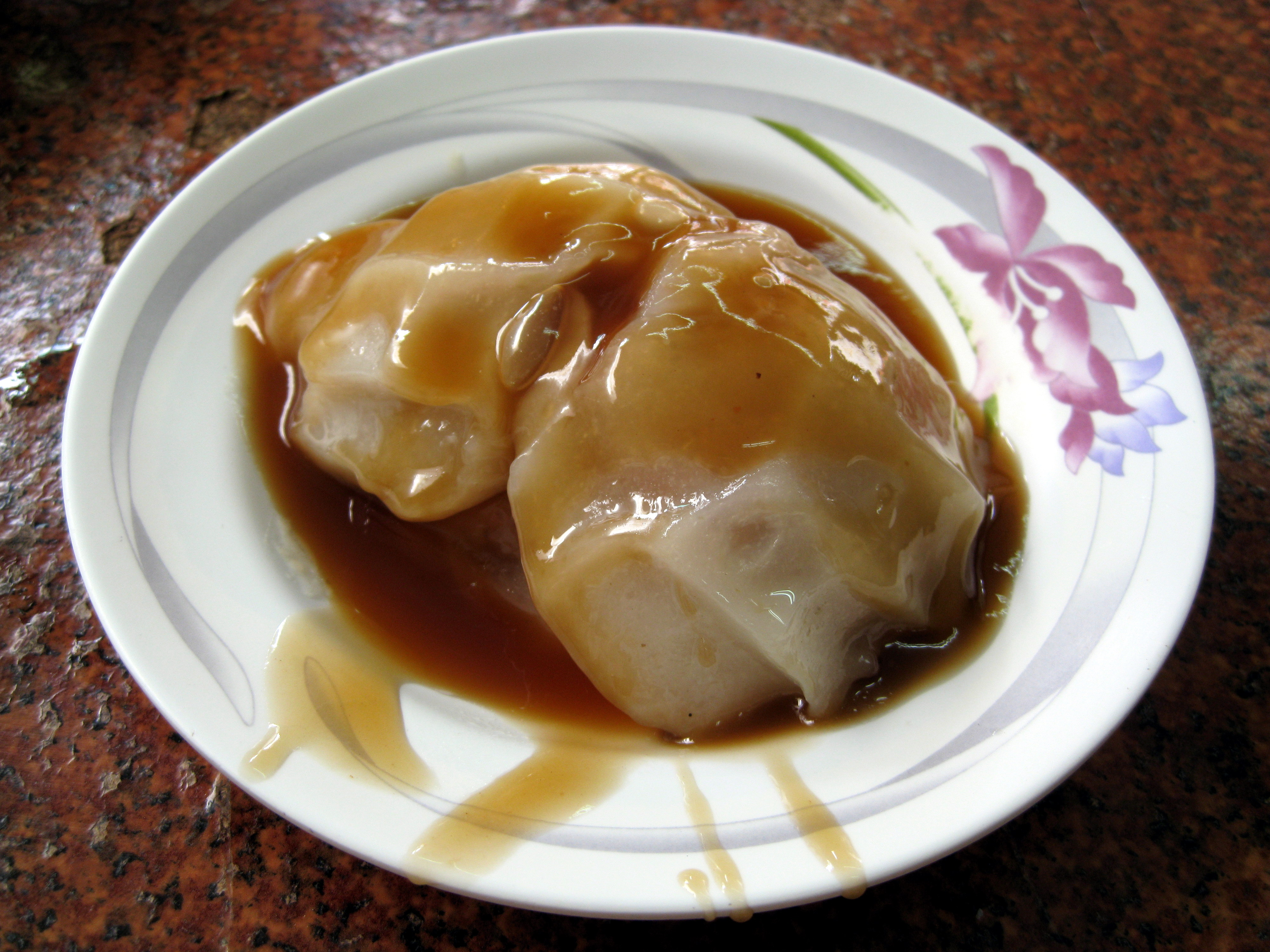
台南武廟肉圓
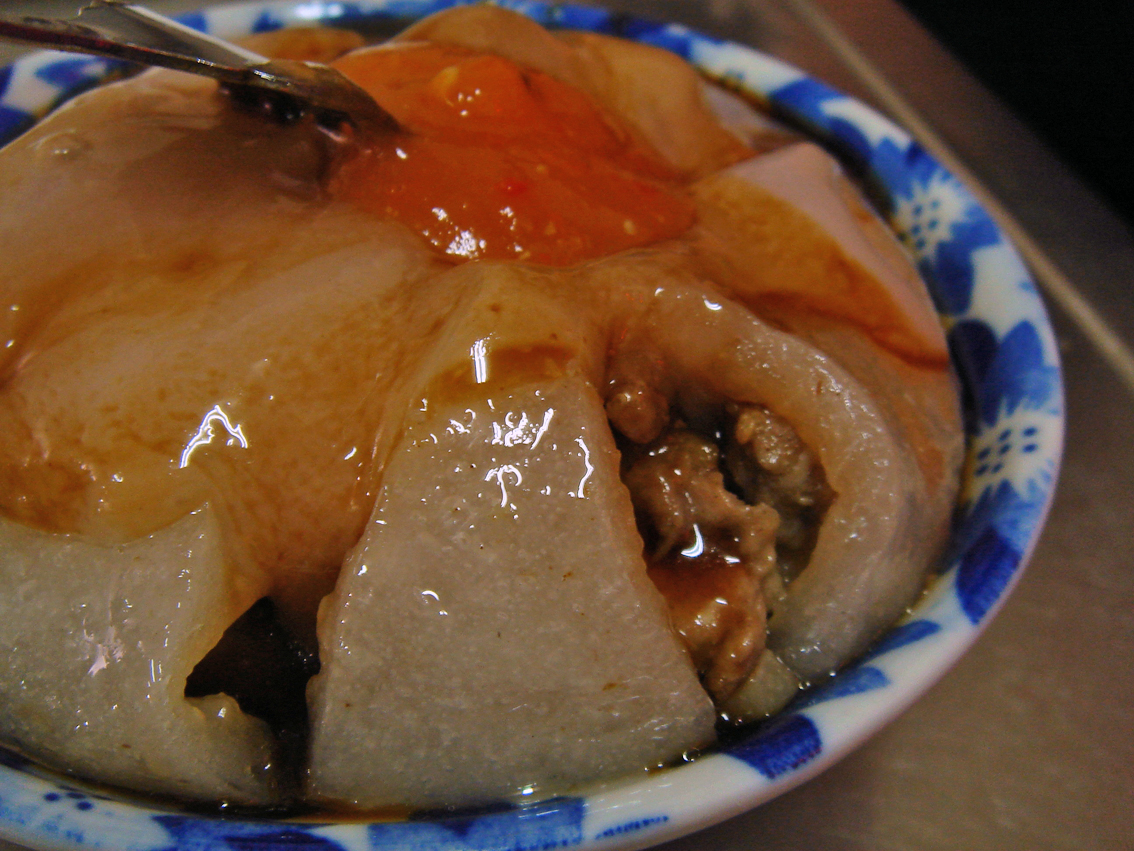
水肉圓
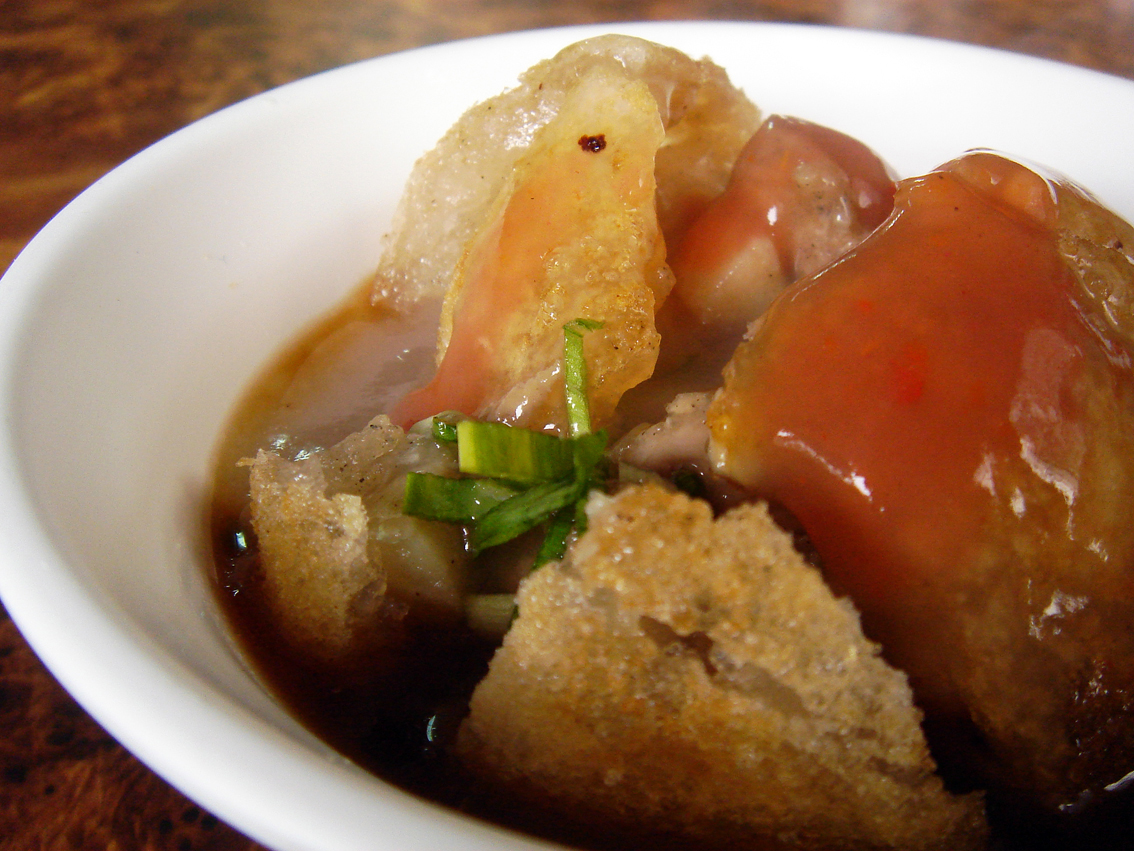
台中炸肉圓
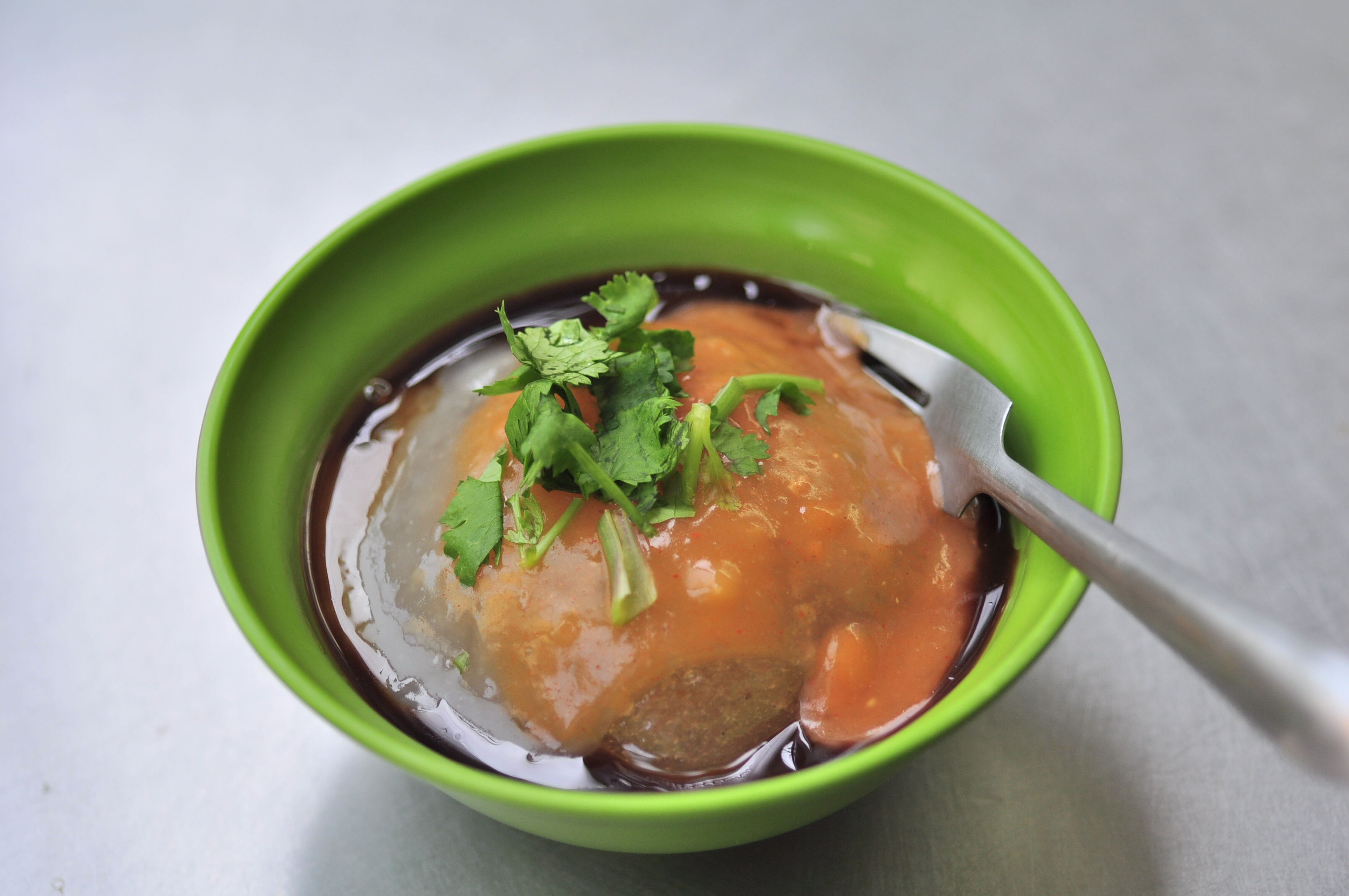
沙鹿肉圓
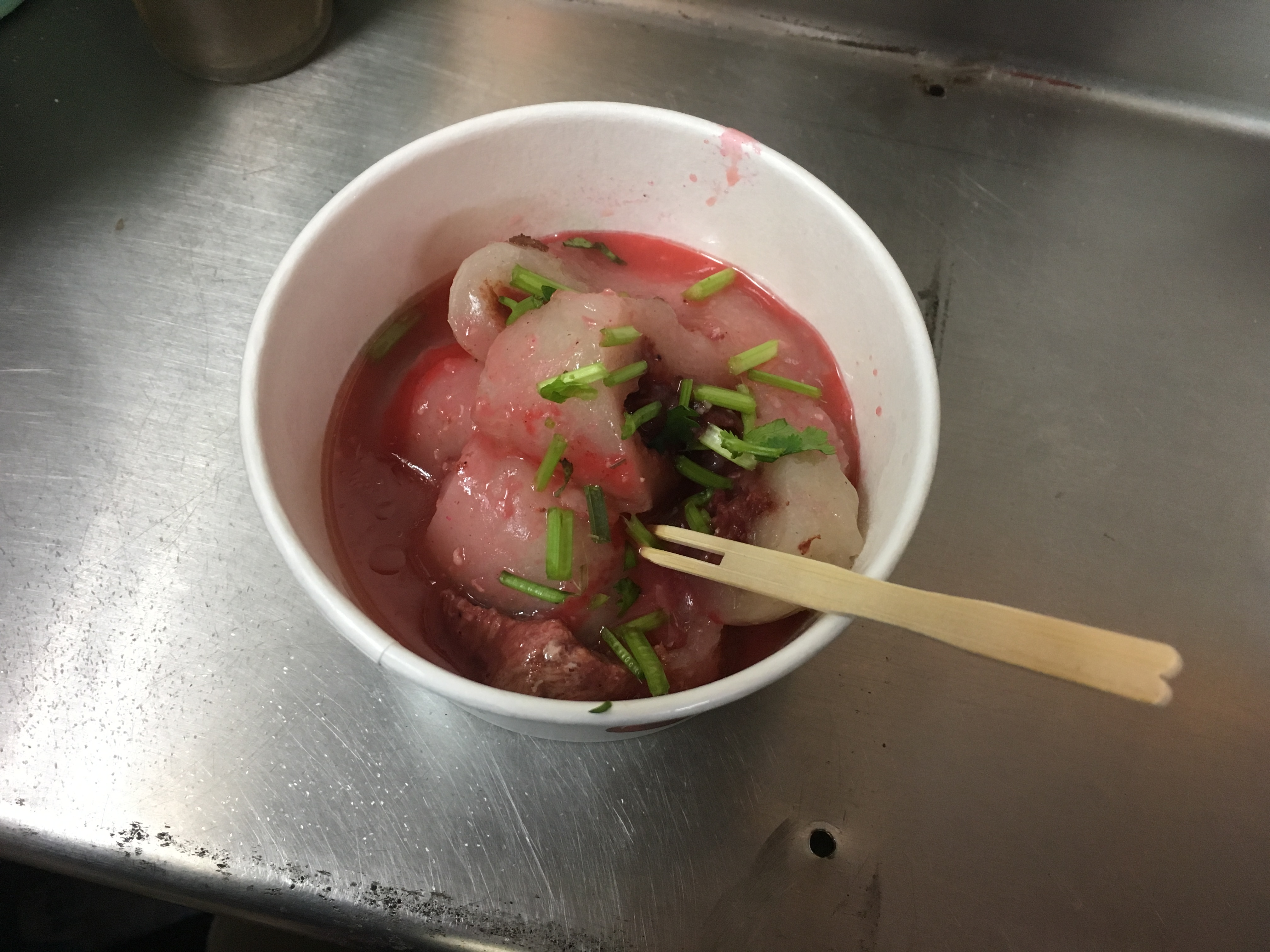
新竹肉圓